# Ben Folds Live
Ben Folds Live è un album dal vivo da solista del cantautore statunitense Ben Folds, pubblicato nel 2002.

## Tracce
Tutte le tracce sono state scritte da Ben Folds, eccetto dove indicato.

1. One Angry Dwarf and 200 Solemn Faces – 4:17
2. Zak and Sara – 3:24
3. Silver Street – 3:41
4. Best Imitation of Myself – 3:13
5. Not the Same – 4:31
6. Jane – 2:34
7. One Down – 4:03
8. Fred Jones Part 2 – 4:39
9. Brick (Folds, Jessee) – 4:45
10. Narcolepsy – 6:04
11. Army – 3:41
12. The Last Polka (Folds, Anna Goodman) – 3:55
13. Tiny Dancer (Elton John, Bernie Taupin) – 5:23
14. Rock This Bitch – 1:17
15. Philosophy (Inc Misirlou) – 7:16
16. The Luckiest – 4:39
17. Emaline – 3:48